# Área Ecológica de Conservación Municipal Siete Iglesias
Die Área Ecológica de Conservación Municipal Siete Iglesias befindet sich im Südosten von Ecuador. Das 162,24 km² große Schutzgebiet wurde 2006 vom Kanton San Juan Bosco gegründet und am 31. Mai 2012 in das Schutzgebietssystem SNAP des ecuadorianischen Umweltministeriums aufgenommen. Siete Iglesias kommt aus dem Spanischen und heißt „Sieben Kirchen“ und bezieht sich auf eine Erhebung im Schutzgebiet.

## Lage
Die Área Ecológica de Conservación Municipal Siete Iglesias liegt zu 90 Prozent im Kanton San Juan Bosco sowie zu 10 Prozent im Kanton Gualaquiza in der Provinz Morona Santiago, 40 km ostsüdöstlich der Stadt Cuenca. Das Areal befindet sich in der Cordillera Real in Höhen zwischen 1140 und 3840 m. Das Gebiet wird über den Río Indanza, einen linken Nebenfluss des Río Zamora, nach Osten hin entwässert. Wahrzeichen des Schutzgebietes ist der 2958 m hohe Berg Cerro Pan de Azúcar. Angeblich erinnerte die Form des Berges Mitte des 20. Jahrhunderts die einwandernden Bauern an ein Brot, welches in Zaruma zubereitet wird – daher der Bergname "Zuckerhut".

## Ökologie
Im Schutzgebiet befinden sich in Höhen oberhalb 1100 m Nebelwälder. Das Gebiet weist eine hohe Biodiversität auf. Es bildet das Quellgebiet eines Flusssystems, das für die Wasserversorgung der umliegenden Städte und Gemeinden wichtig ist. Im Páramo gedeihen Gräser (Pajonal), Baldriane (Valeriana), Chuquiraga jussieui und Polylepis racemosa. In den darunter liegenden Nebelwäldern wachsen Pflanzen der Gattungen Oreopanax und Miconia sowie Palmen, Orchideen, Baumfarne und Bromelien. Zur Tierwelt im Schutzgebiet gehören der Brillenbär (Tremarctos ornatus), der Bergtapir (Tapirus pinchaque), der Andenfelsenhahn (Rupicola peruvianus), die Rotstirntangare, der Weißwedelhirsch, der Puma und der Jaguar sowie Nasenbären.

## Attraktionen
Es gibt einen Bergpfad hinauf zum Gipfel des Cerro Pan de Azúcar. Für diesen benötigt man einen Bergführer. Sowohl innerhalb als auch am Rande des Schutzgebietes befinden sich mehrere Wasserfälle, zu denen Wanderwege führen. Der 7 km lange Wanderweg Sendero de Piamonte führt zu den Cascadas de Santa Clara.